# Dragon Ball: Raging Blast 2
Dragon Ball: Raging Blast 2 (ドラゴンボール レイジングブラスト2, Doragon Bōru Reijingu Burasuto Tsū) é um jogo de vídeo game baseado no Mangá Dragon Ball e sequência de Dragon Ball: Raging Blast. Foi desenvolvido pela Spike e publicado pela Namco Bandai para as plataformas PlayStation 3 e Xbox 360. O jogo contém um remake do OVA Saiyan Zetsumetsu Keikaku, re-intitulado O Plano para Erradicar os Super Saiyajins.

## Desenvolvimento
O jogo foi anunciado pela primeira vez no dia 3 de maio de 2010 pela Weekly Shonen Jump. O anúncio revelava que o jogo teria por volta de 90 personagens jogáveis. As imagens do anúncio mostravam Goku, Vegeta e Freeza lutando na Terra e em Namekusei. Também foi mostrado que o jogo seria lançado no fim do ano para PlayStation 3 e Xbox 360. Em 11 de maio, Namco Bandai America anunciou que Raging Blast 2 junto de Tenkaichi Tag Team seriam lançados na América do Norte algum dia durante o outono. No começo de junho, um demo do jogo estava presenta na E3 2010 para uma demonstração. No dia 14 do mesmo mês foram mostrados mais três personagens: Daburá, Tales e Janemba. Na edição de julho da revista V Jump foi revelado que Gohan do Futuro, Paikuhan e Nail seriam jogáveis. Uma imagem de Gohan do Futuro lutando contra o Andróide 17 dava a possibilidade de que a história alternativa de Trunks estaria incluida no modo história.
Em 21 de julho a comunidade Goku's Corner conseguiu uma entrevista com Ryo Mito, produtor da Namco Bandai, que confirmou alguns detalhes do jogo que já haviam se tornado notícias públicas. Também foram mostrados oito imagens em que Piccolo luta contra Super Boo, Trunks contra o Andróide 17, e Gohan contra Cell. No dia seguinte, mais imagens foram anunciadas mostrando as formas imaginárias de Vegeta e Broly Super Saiyajin 3. A edição do dia 9 de agosto da revista Shonen Jump mostrou um artigo que revelava a presença de 6 personagens que nunca apareceram em algum jogo da série Dragon Ball e de um remake do OVA Saiyan Zetsumetsu Keikaku (サイヤ人絶滅計画, Plano para Erradicar os Saiyajins) que seria re-intitulado Super Saiyan Zetsumetsu Keikaku (Plano para Erradicar os Super Saiyajins). Ela também confirmou que o jogo estrearia no Japão em 11 de novembro. Pouco tempo depois, a inclusão do OVA foi confirmada tanto no Japão quanto na América do Norte e na Europa.
A edição seguinte da Shonen Jump revelou que o vilão Hatchiyack seria um personagem jogável. Em setembro foi anunciado que na Europa será lançado uma edição de colecionador do jogo que inclui capas em 3D, uma animação a laser de Goku do Plano para Erradicar os Super Saiyajins e um conjunto de raspar cartões com códigos para destravar trajes bonus que oferecem novas habilidades a determinados personagens. Na edição de 20 de setembro da Shonen Jump foi revelado que a versão japonesa do jogo vem embalada com um livro preenchido com as imagens do design dos personagens para o Plano para Erradicar os Super Saiyajins. Também foi revelado que o jogo terá um novo tema de abertura cantado por Hironobu Kageyama chamado "Battle of Omega".

## Jogabilidade
O jogo possui uma jogabilidade muito parecida com a de seu antecessor. Ambientes destrutíveis, transformações e ataques característicos dos personagens estão de volta. Além disso, Raging Blast 2 apresenta o novo sistema Raging Soul que permite que personagens atinjam um estado especial, aumentado sua força, velocidade, poder e resistência. O modo história é de Galaxy Mode. Aqui o jogador escolhe um personagem e participa de suas respectivas batalhas de acordo com o decorrer da série, além de participar de batalhar imaginárias. No final de cada história existe um chefe. Novos personagem também foram acrescentados, atingindo um total de 100 onde 20 são novos para a série Raging Blast e 6 são novos para qualquer jogo da série Dragon Ball. Uma suposta série de Dragon Ball Raging Blast 3 foi publicada com uma imagem suposta do jogo, com novos personagens do Dragon Ball GT.

## Recepção
Dragon Ball: Raging Blast 2 recebeu avaliações mistas por críticos de jogos. A versão para PlayStation 3 conseguiu uma pontuação de 60 no Metacritic enquanto a de Xbox 360 recebeu um 56. IGN.com deu ao jogo 55/100, declarando "controles complicados em excesso são colocados em um jogo onde o esmagamento de um botão pode ganhar o dia com facilidade, por cima de camadas sem nenhuma história e uma série de fotos desbloqueáveis e outras coisas triviais que somente fãs de Dragon Ball iriam aproveitar". O site GameSpot deu ao jogo um 5.0/10.0 dizendo que "Dragon Ball: Raging Blast 2 parece ser bom e os fãs não conseguem esconder o combate raso no seu coração. Entretanto, o G4TV condecorou o jogo com 4 estrelas de 5.